# 1896年アテネオリンピックの陸上競技・男子走幅跳

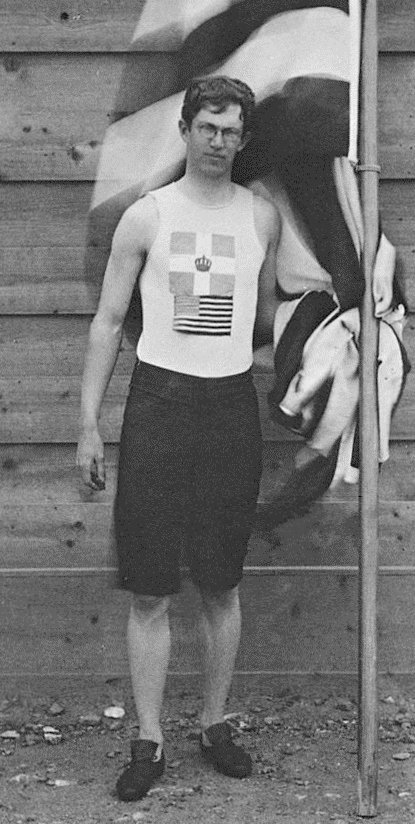
勝利したエラリー・クラーク

1896年アテネオリンピックの陸上競技の男子走幅跳は、4月7日に開催され、9人が参加した。アメリカ合衆国の選手が3位までを独占した。優勝者となったエラリー・クラークは後に走高跳でも優勝し、オリンピックにおいて走高跳と走幅跳の双方で優勝した唯一の人物である。

## 概要
クラークの最初の2回の跳躍はファウルであったが、3回目の試技で最長の跳躍を記録した。彼は最初の2回の跳躍では帽子を助走路のマーカーとして使用したが、競技の審判を務めていたコンスタンティノス1世はアマチュアリズムに反するとして、2回とも帽子を取り除いた。3回目の試技ではクラークは帽子を使おうとしなかった。23人がエントリーしていたが、実際に参加したのは9人であった。1ラウンドで行われ、3回の試技が行われた。

## 結果
出典
| 順位 | 選手                         | 国             | 記録 | 備考 |
| ---- | ---------------------------- | -------------- | ---- | ---- |
| 1    | エラリー・クラーク           | アメリカ合衆国 | 6.35 | OR   |
| 2    | ロバート・ギャレット         | アメリカ合衆国 | 6.18 |      |
| 3    | ジェームズ・コノリー         | アメリカ合衆国 | 6.11 |      |
| 4    | Alexandre Tuffère            | フランス       | 5.98 |      |
| 5    | アルファーンス・グリセル     | フランス       | 5.83 |      |
| 6    | ヘンリック・ショーベリ       | スウェーデン   | 5.80 |      |
| 7    | Alexandros Chalkokondylis    | ギリシャ       | 5.74 |      |
| 8    | カール・シューマン           | ドイツ         | 5.70 |      |
| 9    | Athanasios Skaltsogiannis    | ギリシャ       | 不明 |      |
| —    | Harald Arbin                 | スウェーデン   | DNS  |      |
| —    | トーマス・カーティス         | アメリカ合衆国 | DNS  |      |
| —    | ダーニ・ナーンドル           | ハンガリー     | DNS  |      |
| —    | Ralph Derr                   | アメリカ合衆国 | DNS  |      |
| —    | Kurt Doerry                  | ドイツ         | DNS  |      |
| —    | アルフレート・フラトー       | ドイツ         | DNS  |      |
| —    | Carl Galle                   | ドイツ         | DNS  |      |
| —    | フリッツ・ホフマン           | ドイツ         | DNS  |      |
| —    | Konstantinos Mouratis        | ギリシャ       | DNS  |      |
| —    | Pál Péthy                    | ハンガリー     | DNS  |      |
| —    | ソコリ・アラヨス             | ハンガリー     | DNS  |      |
| —    | Momcsilló Tapavicza          | ハンガリー     | DNS  |      |
| —    | フリードリヒ・トラウン       | ドイツ         | DNS  |      |
| —    | ヘルマン・ヴァインゲルトナー | ドイツ         | DNS  |      |